# Emanuel Alfieri
Emanuel Alfieri (eigentlich Emanoel Alfieri-Adler; * 24. Apriljul. / 6. Mai 1889greg. in Bukarest, Rumänien; † 28. Juni 1964 in Bremerhaven, Deutschland) war ein österreichischer Drehbuchautor und Produktionsleiter beim deutschen Stummfilm in der Zeit der Weimarer Republik.

## Leben und Wirken
Der Sohn des Sängers und Operndirektors Moritz Adler (Pseudonym Max Alfieri) und seiner Frau Regina, geb. Schmid, kam im Alter von fünf Jahren mit seinem Vater nach Berlin. Hier besuchte er das Königliche Wilhelms-Gymnasium und studierte anschließend in Berlin, München und Heidelberg Jura. Nach Ende seines Studiums, das er mit der Promotion abgeschlossen hatte, war er in einem Verlag tätig und arbeitete in München als Leiter einer Konzertdirektion. Von 1916 bis 1918 war Alfieri Heersoldat im Ersten Weltkrieg. Nach seiner Rückkehr heiratete er 1919 Alice Thurk.
Über seinen Schwager Rudolf Meinert stieß Alfieri 1920 zur Filmbranche. Zunächst arbeitete er als Produktionsleiter für die Decla-Bioskop und war später als Drehbuchautor für die IFA und als Dramaturg beim Deutschen Lichtspiel-Syndikat tätig. Zu seinen bekanntesten Filmen gehört Der Bettler vom Kölner Dom aus dem Jahr 1927 unter der Regie von Rolf Randolf.
Während der Zeit des Nationalsozialismus wurde Alfieri wegen seines jüdischen Familienhintergrunds verhaftet und in das KZ Sachsenhausen deportiert. Hier wurde er im Dezember 1938 entlassen. Sein Vermögen wurde vom Staat eingezogen. Alfieri emigrierte mit seiner zweiten Frau Annie Berkowitz über Paris nach Nizza. Die geplante Einschiffung nach Ecuador scheiterte, stattdessen wurden beide in verschiedenen französischen Internierungslagern festgesetzt. Danach mussten sie bis 1944 in La Turbie an der Côte d’Azur in résidence forcée leben. Einer drohenden Deportation konnten sie entgehen, indem sie sich mithilfe eines französischen Gendarmeriebeamten drei Monate in Monaco versteckt hielten.
Nach Kriegsende blieben Emanuel und Annie Alfieri zunächst in Frankreich (Nizza und Paris). Die anschließenden erfolglosen Versuche des bereits über 60-jährigen Alfieri, wieder im Berufsleben Fuß zu fassen, brachten häufige Ortswechsel mit sich: 1951 übersiedelte er nach Wien, 1952 nach München, 1955 ins kalifornische Long Beach und 1957 nach Berlin (West). Nach kurzer Zeit kehrte er wieder nach München und Wien zurück, ehe er sich 1962 schließlich in Los Angeles niederließ. Während einer Überfahrt nach Europa erlitt er 1964 mehrere Herzanfälle und starb bald nach der Ankunft im Krankenhaus am Bürgerpark in Bremerhaven. Seine letzte Ruhestätte befindet sich auf dem Hollywood Forever Cemetery.
Alfieri war ein Bruder des österreichischen Opernsängers Georg Alfieri-Adler, der 1940 im KZ Sachsenhausen ermordet wurde.

## Filmografie
- 1923: Nachtstürme
- 1924: Rosenmontag
- 1925: Die rote Maus
- 1925: Krieg im Frieden
- 1926: Das Geheimnis von St. Pauli
- 1927: Die Lindenwirtin am Rhein
- 1927: Leichte Kavallerie
- 1927: Der Bettler vom Kölner Dom
- 1928: Die größte Liebe
- 1928: Der Schöpfer
- 1928: Der Staatsanwalt klagt an
- 1928: Mikosch rückt ein
- 1929: Das verschwundene Testament
- 1929: Frauen am Abgrund
- 1929: Vertauschte Gesichter
- 1929: Die weißen Rosen von Ravensberg
- 1929: Das Panzerauto